# Río St. Johns (Florida)
El río St. Johns o río de San Juan Bautista (en inglés: St. Johns, lit., 'río [de] San Juan', aunque corrompido por la inclusión de la «'s») es el río más largo del estado estadounidense de Florida y el más importante en el aspecto comercial y de ocio. Tiene una longitud de 500 km y drena una cuenca de cerca de 23 000 km². Su curso se puede dividir en tres partes: la primera está asociada al lago George, la segunda en la que recibe a su principal afluente el río Oklawaha y la tercera que llega hasta su desembocadura después de pasar por Jacksonville.

## Toponimia
El río fue bautizado de San Juan Bautista por Francisco Gordillo y por Pedro de Quexos, quienes del territorio declararon posesión el 30 de junio de 1521.

## Geografía
El río St. Johns es el principal río comercial del estado, fluye en dirección norte desde su nacimiento que tiene tan solo una elevación de 9 m. Debido a su poca elevación, algunas partes del río están estancadas, no fluye la corriente.

### Cuenca alta

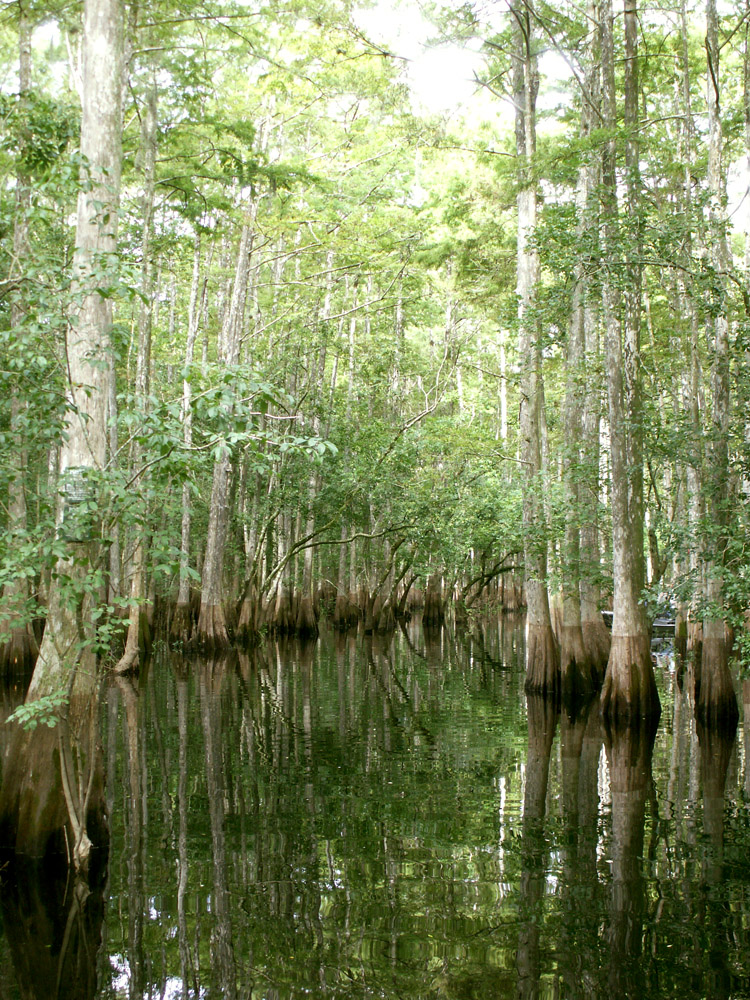
Vista del río en su curso alto

El río comienza cerca de la localidad de Vero Beach, en una zona pantanosa. En esta parte, el río es de aguas negras, lo que significa que está alimentado principalmente por pantanos cercanos. Poco después, el río comienza a ser navegable, cerca de la ciudad de Titusville.
El río es estrecho e impredecible en esta parte de su curso. La forma más cómoda de navegar por aquí es en un hidrodeslizador. Aproximadamente, 3500 lagos se extienden a lo largo del río, y todos ellos son poco profundos, de un máximo de 3 m de profundidad.

### Cuenca media
Durante unos 60 km el río pasa por una zona en la que es alimentado por agua de manantiales y la escorrentía del agua de tormenta, y pasa cerca del área metropolitana de Orlando donde viven dos millones de personas. Poco después pasa cerca de las ciudades de DeBary y Deltona. Muchos bosques rodean esta parte del río, que es hogar del oso americano de Florida y del macaco Rhesus. La introducción de los monos en Florida es poco clara; supuestamente fueron traídos para rodar escenas de las películas de Tarzán en la década de 1930.
Son de vital importancia para la red trófica de los pantanos los animales invertebrados como los caracoles de laguna o caracoles manzana, el cangrejo de río o los camarones fantasma, que consumen plantas, provocando su descomposición que servirá posteriormente de alimento a aves y peces. También existen otros como los copépodos y los anfípodos que son de tamaño microscópico. También hay muchos mosquitos, los más comunes son los anisópteros y los zigópteros. Estos animales están adaptados a las épocas de sequía en las que hay poco alimento.
Sobre los vertebrados, existen numerosas especies de ranas, salamandras, serpientes, tortugas y el famoso aligátor americano, que proliferan en las aguas pantanosas. Asimismo, en esta parte del río son abundantes las aves acuáticas, como el corocoro blanco, el tántalo americano o cigüeña de cabeza pelada o el calamoncillo americano.

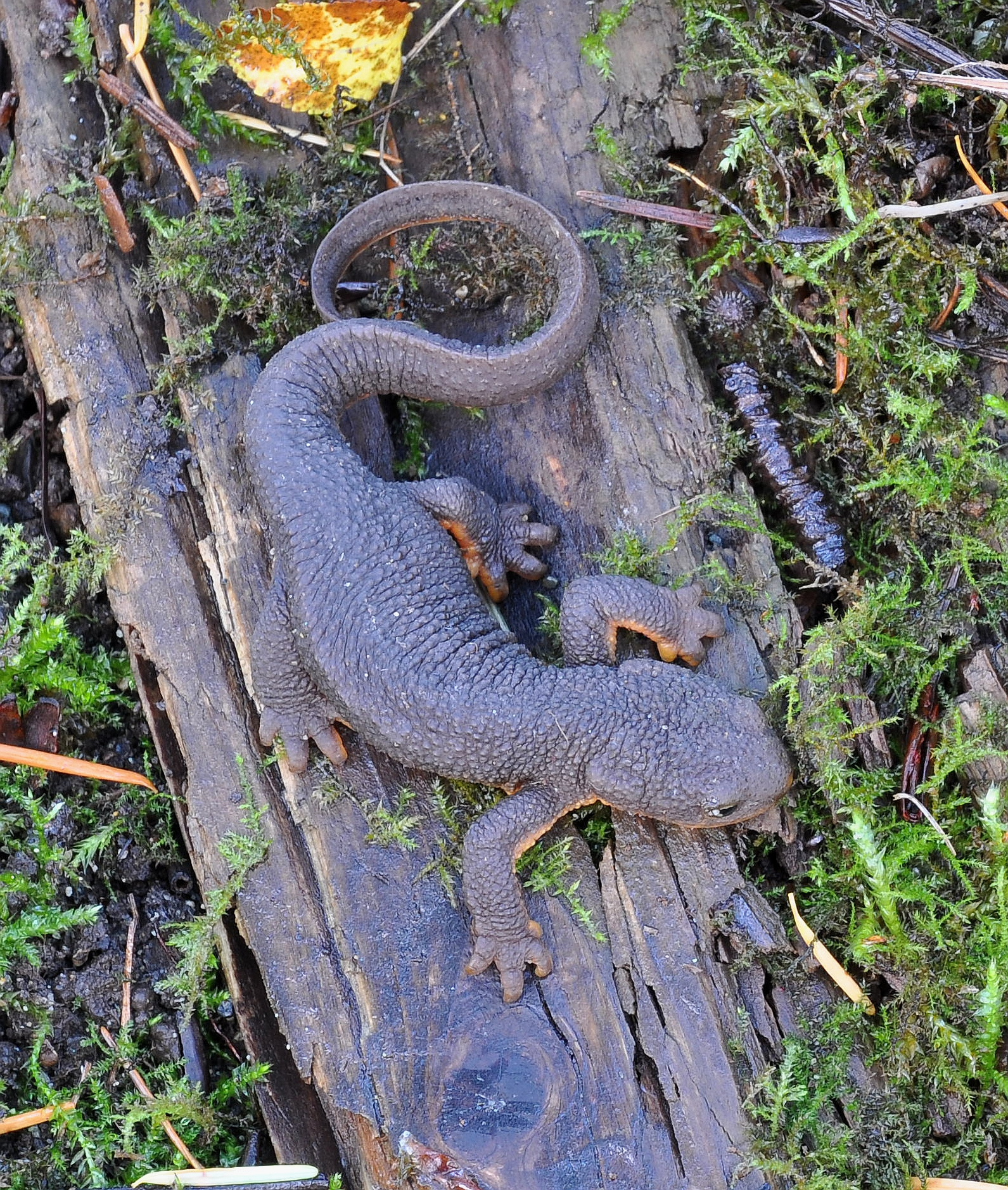
Salamandra
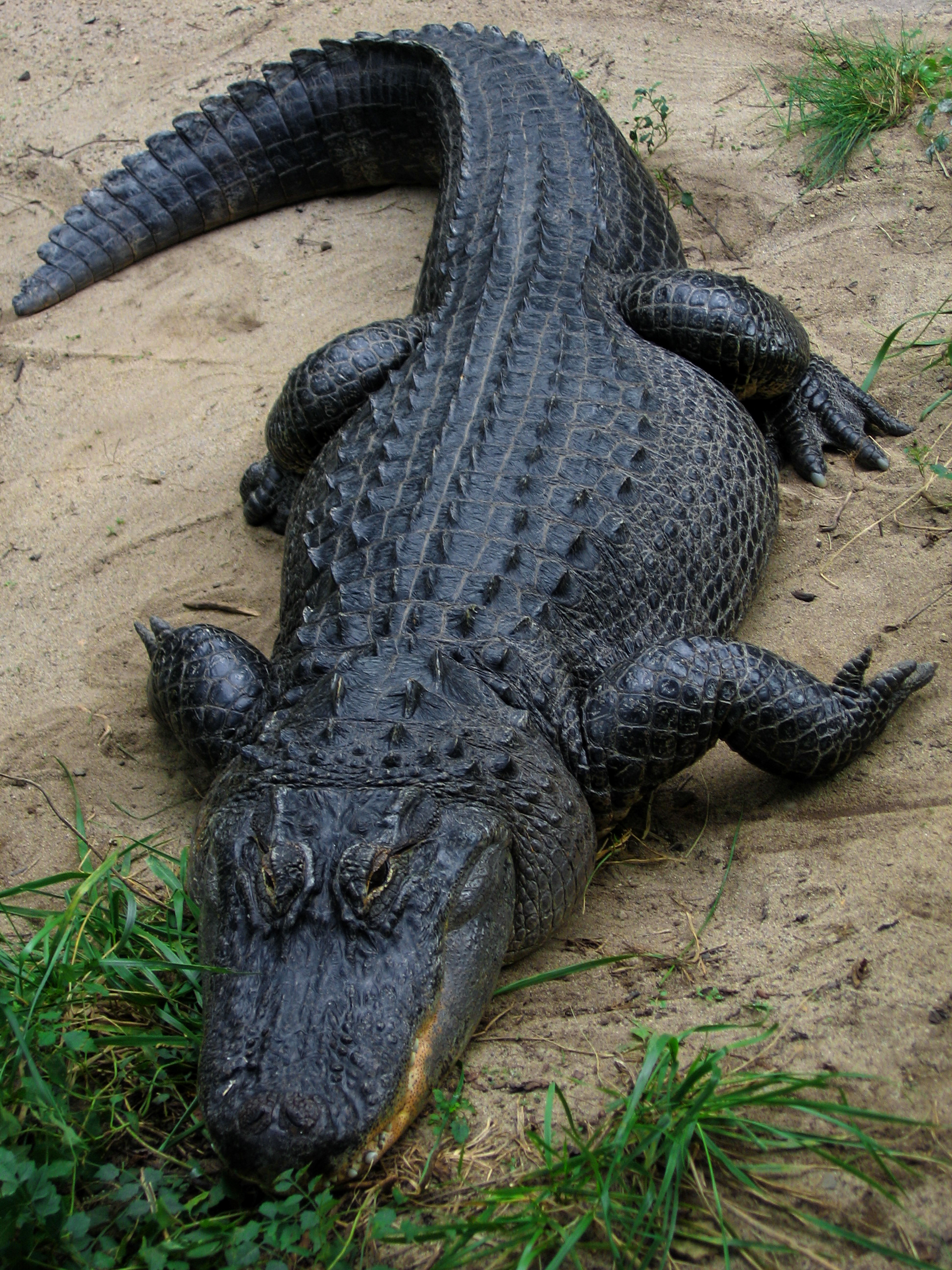
Aligátor americano
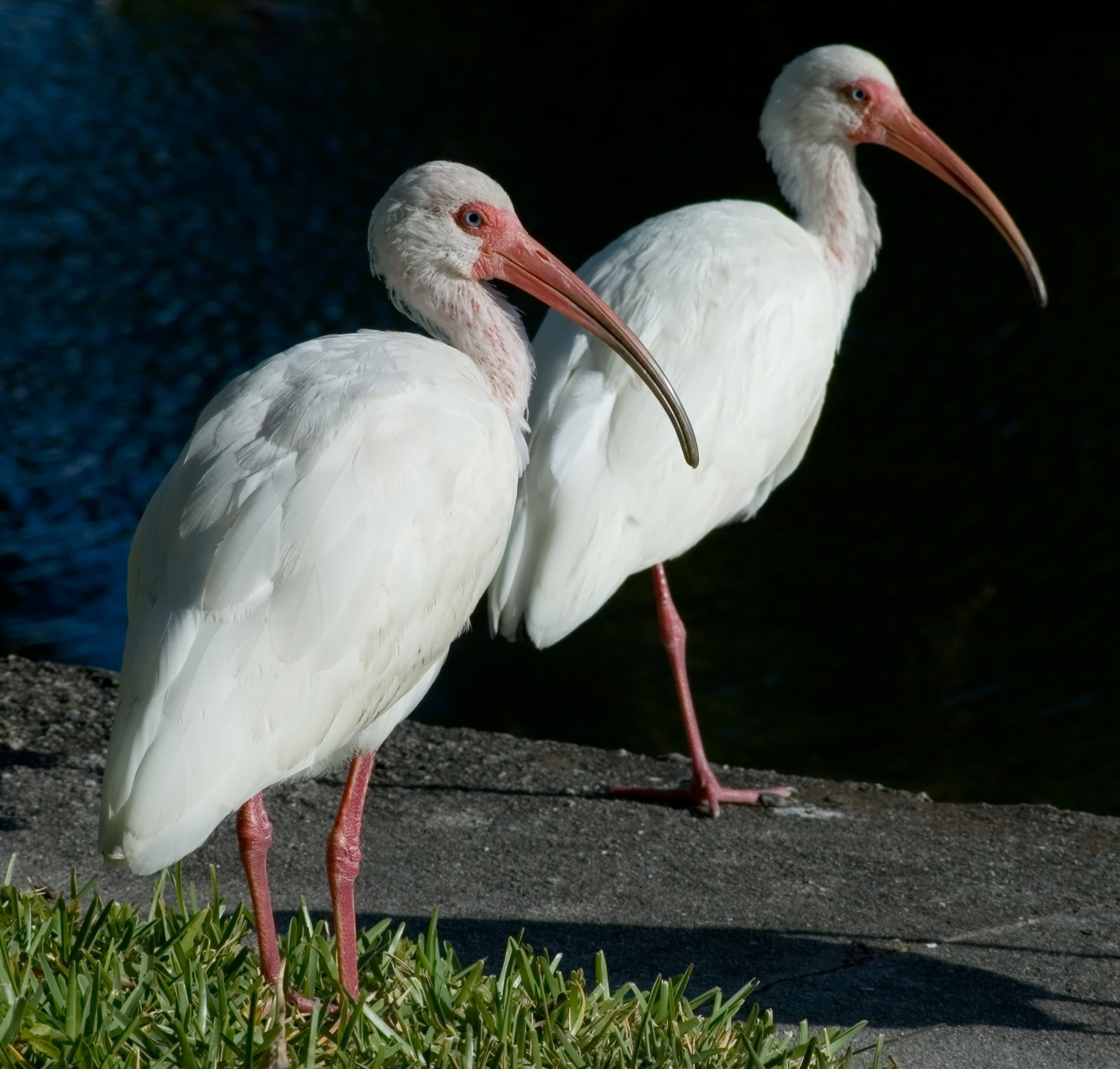
Corocoro blanco
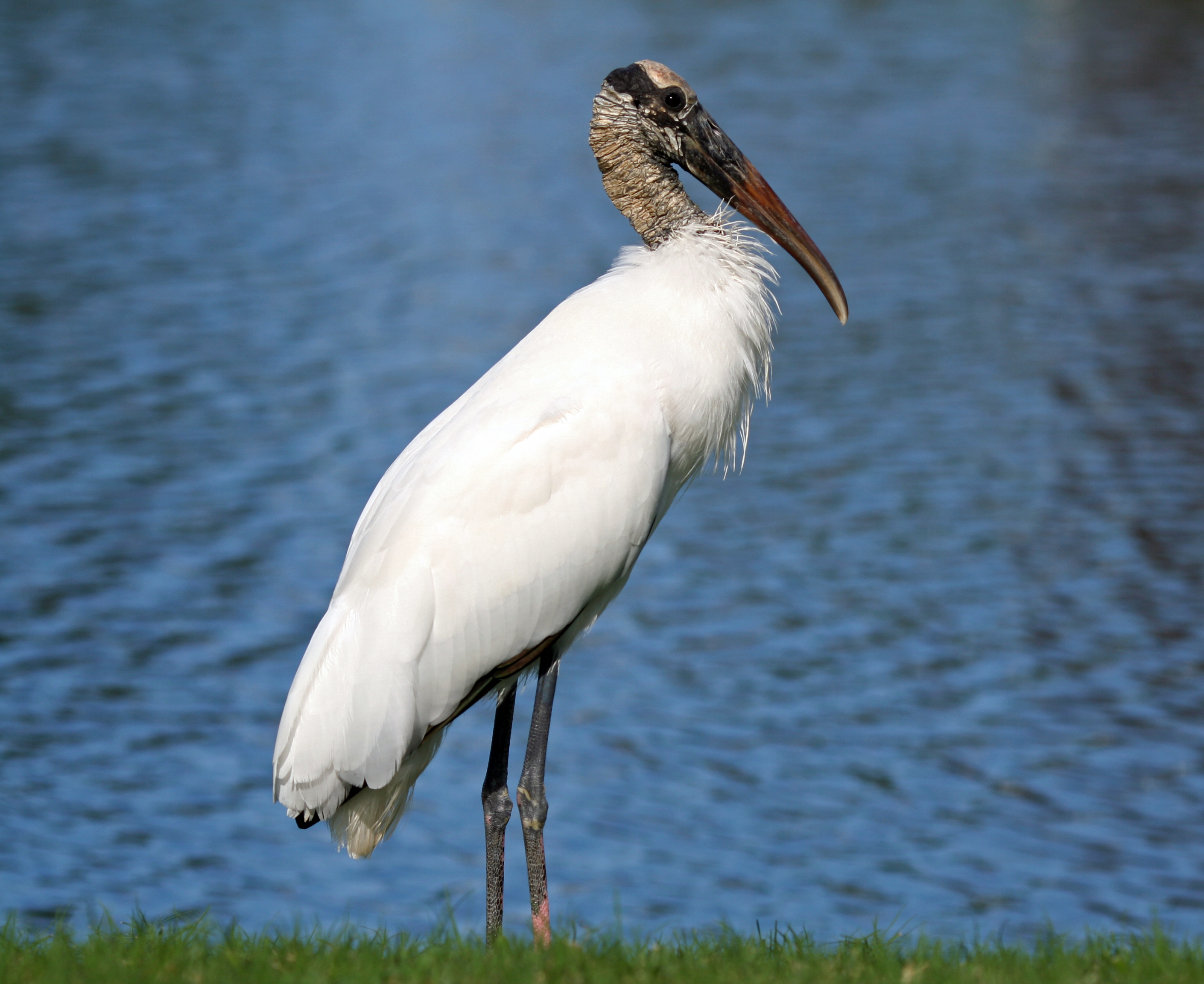
Tántalo americano o cigüeña de cabeza pelada
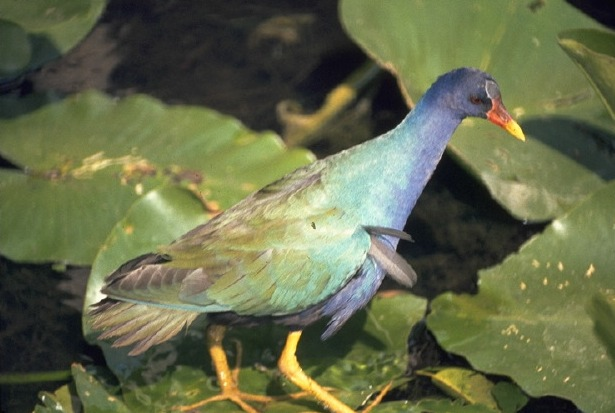
Calamoncillo americano
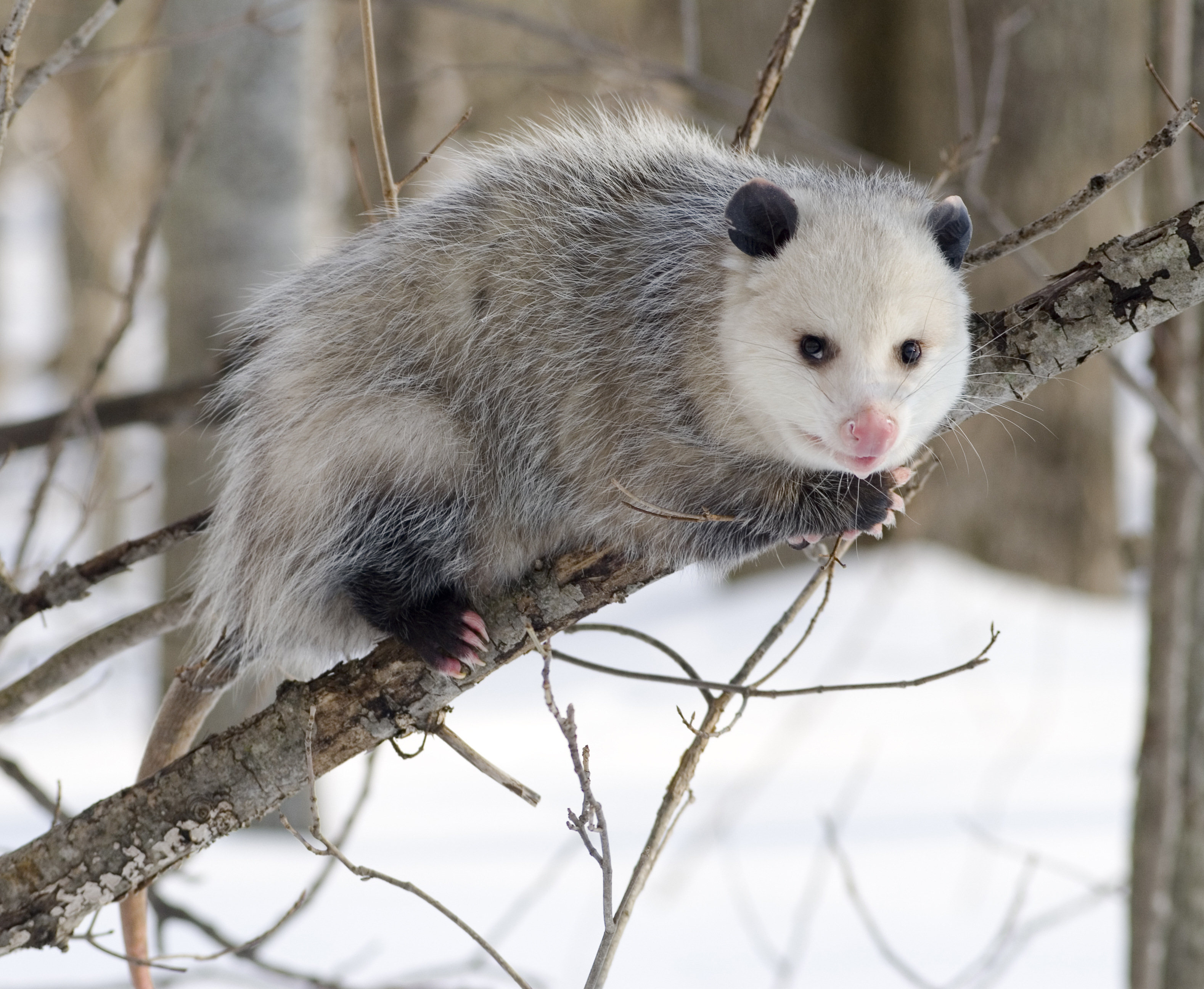
Tlacuache

### Lago George
En esta parte, el río recibe el manantial azul, que es el mayor de los que recibe en todo su curso, y le provee de unos 240 000 000 litros por día. Los manantiales de Florida se mantienen a una temperatura constante de 22 °C; gracias a esto, el manantial azul es el hogar en invierno del manatí antillano o manatí del Caribe. Los manatíes son grandes mamíferos herbívoros de movimiento lento cuyas mayores amenazas son el desarrollo humano y las colisiones con las lanchas motoras. Por esta razón, en algunas zonas de esta parte del río, está prohibido usar embarcaciones.
El río llega al lago George, el segundo mayor del estado con 190 km². En los bosques que rodean el lago se pueden encontrar los siguientes árboles o plantas: el pino Ellioti, la serenoa y unas cien especies de arbustos. Estos bosques son relativamente secos, pero pueden atravesar periodos de inundaciones. Los animales de gran tamaño que albergan son el pavo salvaje, la grulla canadiense y la mayor población de águila calva o águila americana de los Estados Unidos contiguos. Algunos mamíferos que viven en este ecosistema son el mapache boreal o racuna, el tlacuache, el lince rojo o el venado de cola blanca.

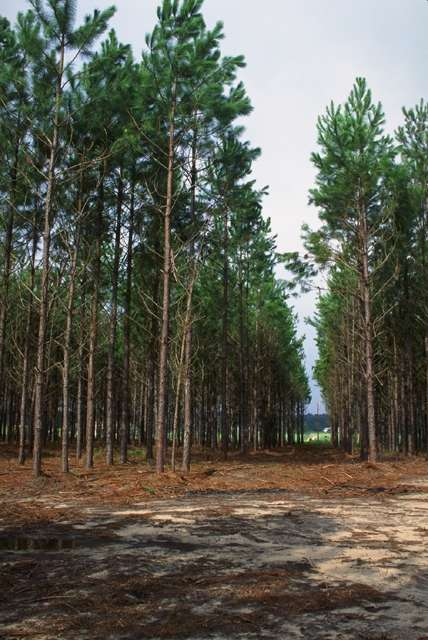
Pino Ellioti
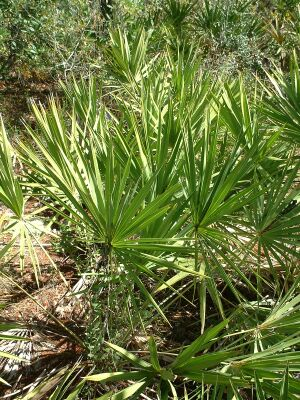
Serenoa
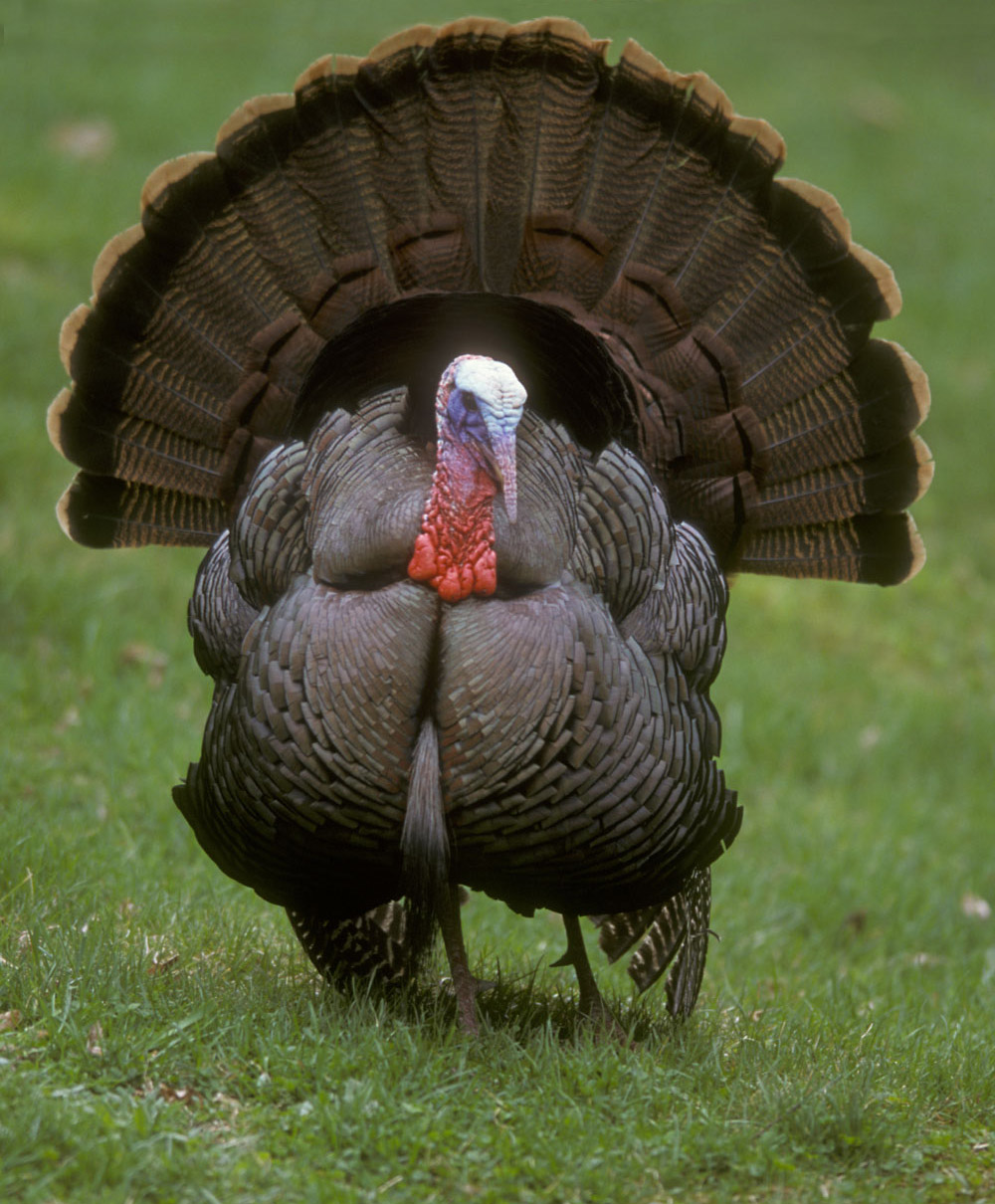
Pavo salvaje
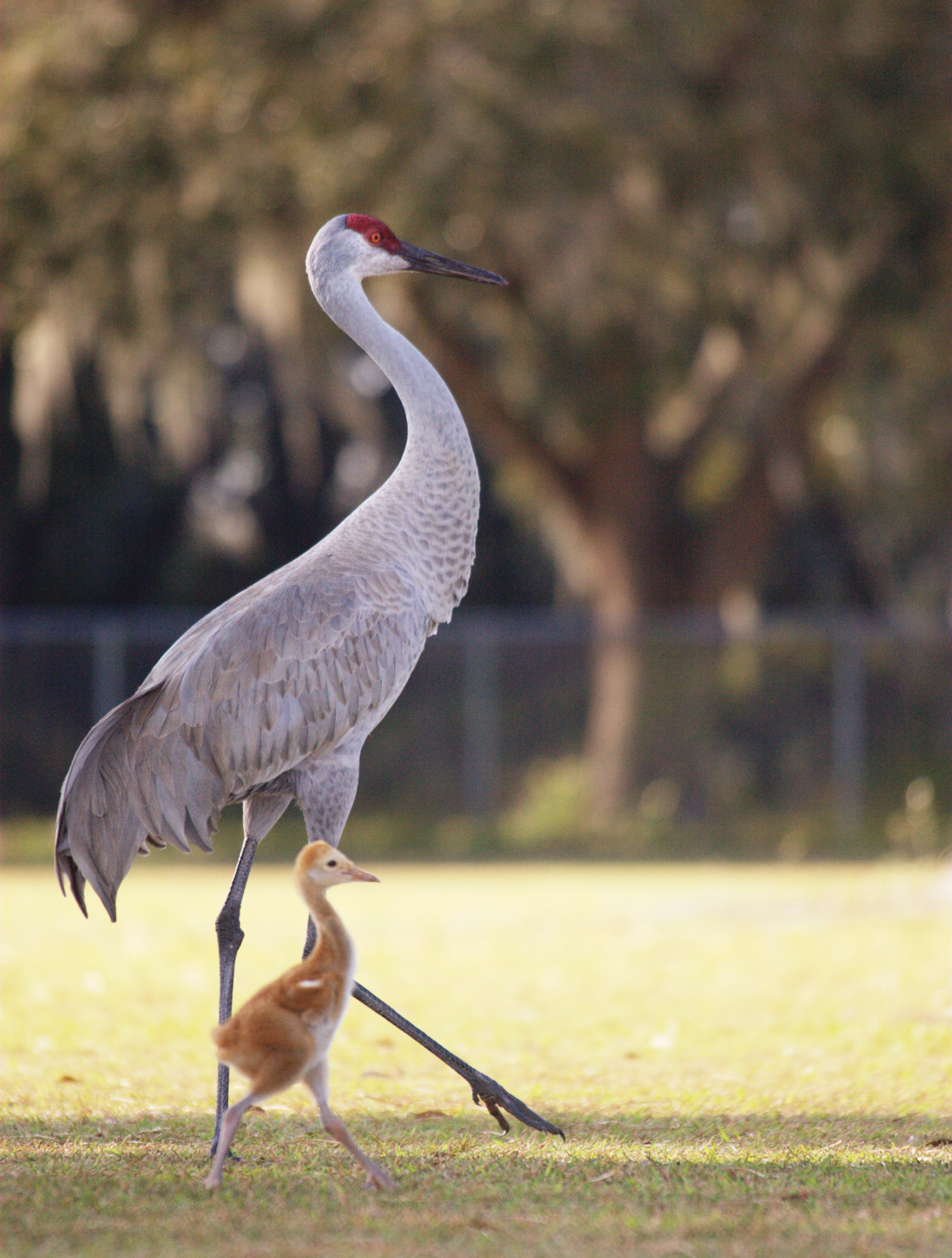
Grulla canadiense
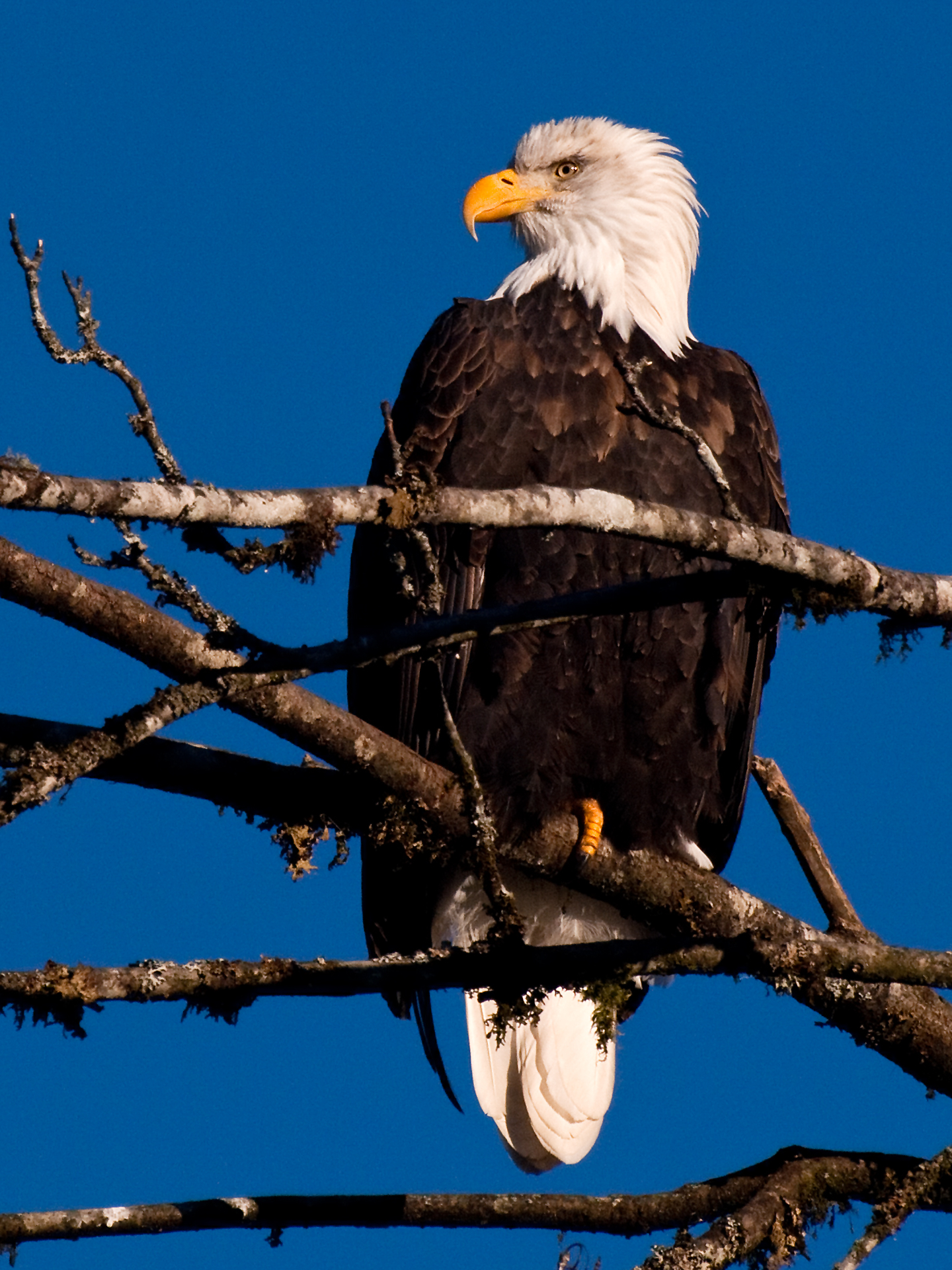
Águila calva o águila americana
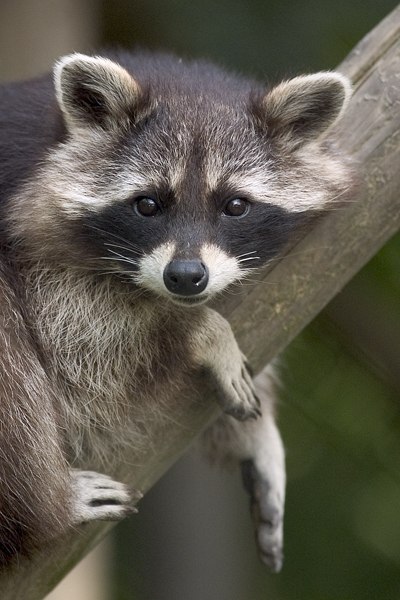
Mapache boreal o racuna

### Río Ocklawaha
El río Ocklawaha fluye en dirección norte y se une al St. Johns, siendo su principal afluente y de importancia histórica. Su cuenca supone 7170 km² e incluye suburbios de Orlando como Ocala o Gainesville. El río Ocklawaha tiene dos cabeceras: por una parte una cadena de lagos, y por otra el conocido como pantano verde (en inglés Green Swamp).
El capitán confederado John William Pearson llamó a su milicia los Ocklawaha Rangers por este río, durante la guerra de Secesión. Antes de la guerra, Pearson era dueño de un centro de salud en Orange Springs. Después de la guerra, este centro bajó en popularidad debido al surgimiento de otro, el Silver Springs. El poeta nacido en Georgia Sidney Lanier lo llamó el agua más dulce del mundo en una guía turística de 1876.
En esta parte del río se encuentran muchas percas atruchadas o percas americanas, perciformes como Etheostoma olmstedi, rajiformes como Hypanus sabinus o anguilas americanas.

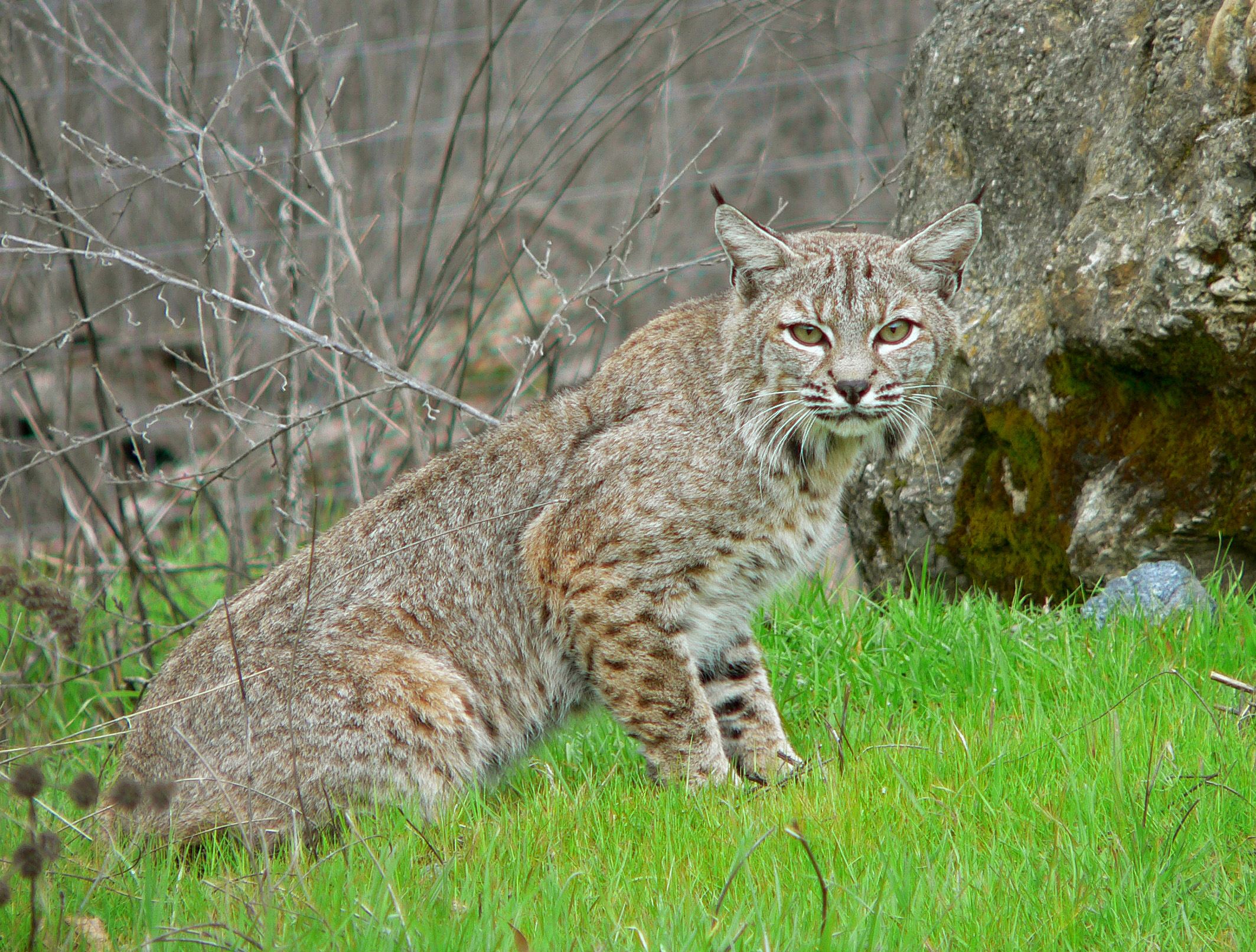
Lince rojo
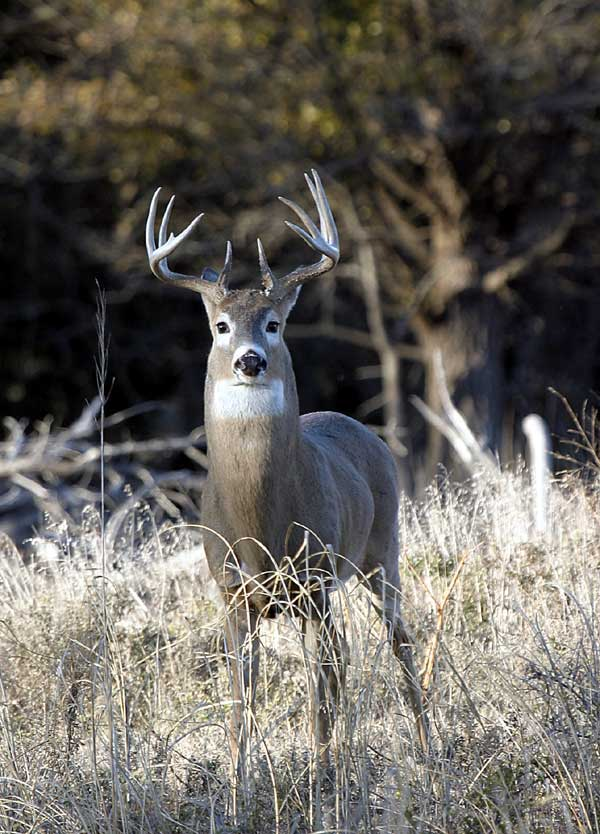
Venado de cola blanca
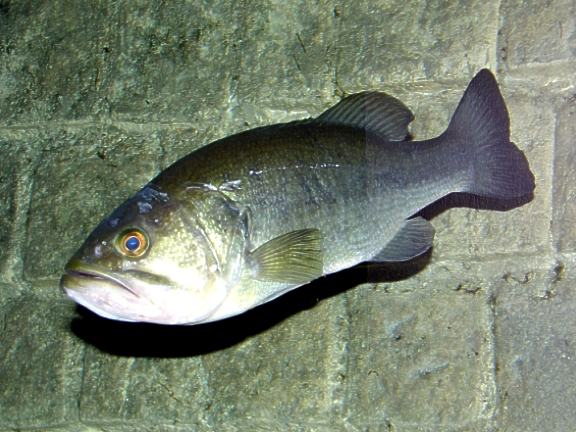
Perca atruchada o americana
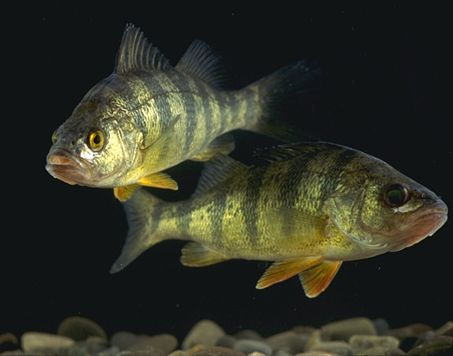
Perciformes
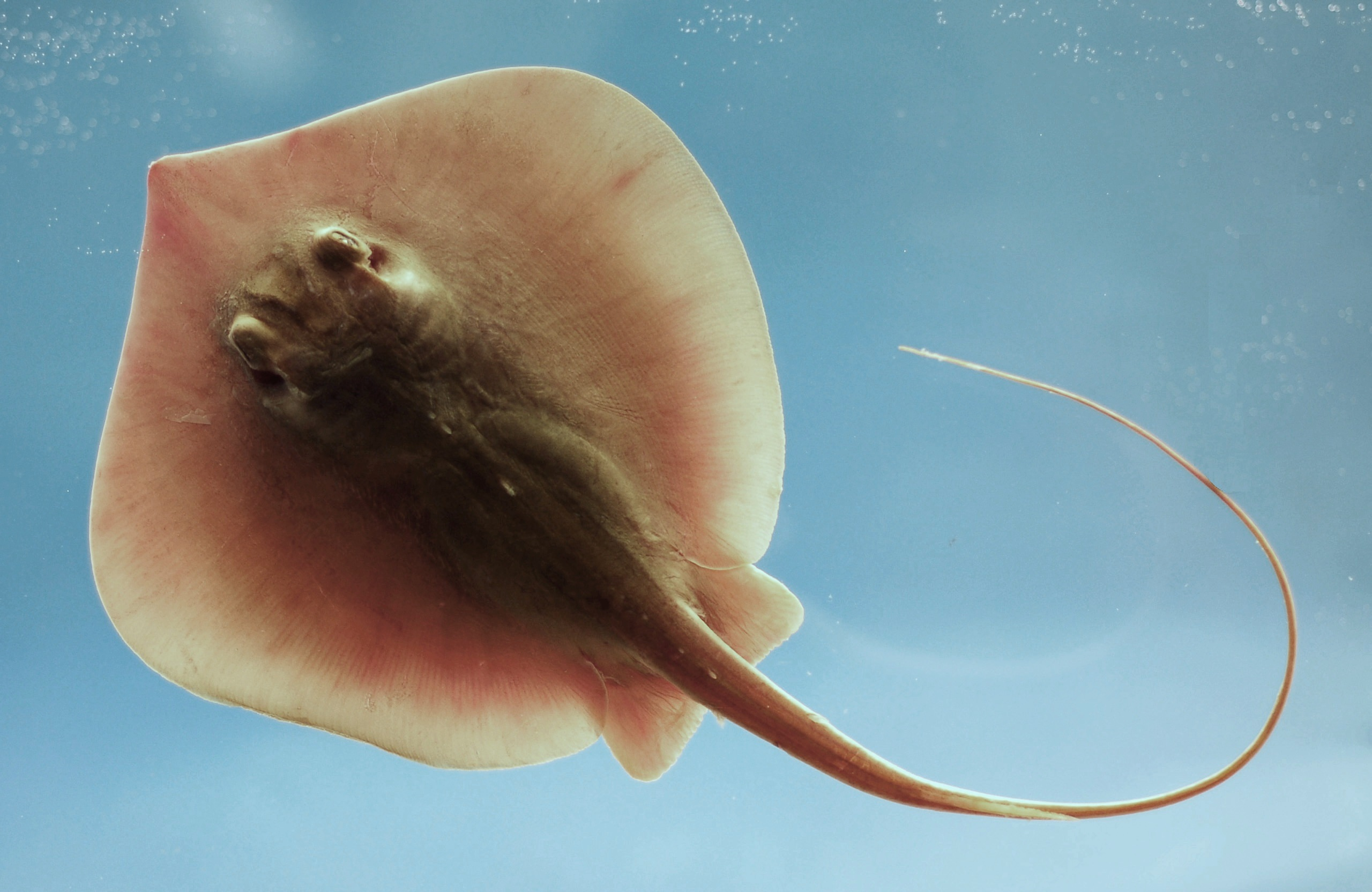
Hypanus sabinus
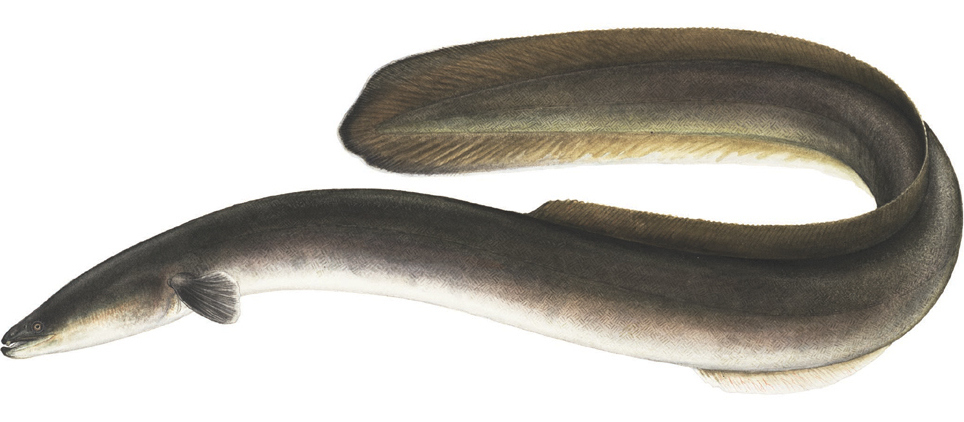
Anguila americana

### Cuenca baja
Desde la confluencia con el río Ocklawaha, a 163 km del océano, el St. Johns tiene una cuenca de 6700 km² y doce afluentes. Se ensancha considerablemente desde el lago George, desde los 180 m a los 800 m de anchura en Palatka. Desde esta última ciudad hasta Jacksonville puede llegar a una anchura de hasta cerca de 5 km, y en esta parte, el río es muy navegable. Las ciudades a lo largo de la cuenca baja del río son algunas de las más antiguas de Florida.

## Historia

### Era precolombina
Los humanos llegaron a la península de Florida hace unos 12 000 años, cuando el océano estaba 110 m más bajo que en la actualidad. Estos primeros habitantes son conocidos como paleoindios. Eran cazadores-recolectores que perseguían a grandes animales como mastodontes, camellos, caballos o bisontes. La mayor parte de la tierra estaba lejos del agua, ya que una gran cantidad de agua dulce la retenían los polos, por lo que Florida era un lugar árido, con pocos árboles y dominado por hierbas y arbustos.
Hace 9000 años, el clima se hizo más cálido, derritiendo mucho hielo de los polos, lo que hizo que la mitad del territorio de la península quedase sumergida, además, de hacerla más húmeda con ríos de agua dulce. Como los paleoindios ahora no tenían que viajar lejos para conseguir agua, sus campamentos se hicieron más permanentes, empezando a crear los primeros pueblos, evolucionando a arcaicos. Los arqueólogos han encontrado muchas herramientas de esta época. Las herramientas las construían a partir de huesos, dientes o cuernos de animales; asimismo cosían fibras de plantas para sus vestidos.

### Época Virreinal
La primera referencia europea a Floria es el planisferio de Cantino de 1502. Posteriormente, en 1513, Juan Ponce de León llegó cerca del cabo Cañaveral, pero no fue hasta 1562 cuando los se asentaron en la costa atlántica del norte de la península. Los exploradores españoles llamaron al río río de Corrientes, y fue la primera región colonizada y también el primer campo de batalla. El explorador francés Jean Ribault erigió un monumento junto a la desembocadura del río para corroborar la presencia de su país.
En 1564, el explorador René Goulaine de Laudonnière fundó el Fuerte Caroline en la desembocadura del río, la primera colonia francesa en lo que hoy es Estados Unidos. El artista Jacques Le Moyne de Morgues dibujó muchos retratos de los Timucua y Mocama que eran gente amistosa. Como la colonia no podía valerse por sí misma, muchos desertaron, y los que se quedaron, fueron muertos por los españoles —dirigidos por Pedro Menéndez de Avilés— en 1565, cuando estos avanzaban hacia el norte desde el fuerte San Agustín y capturaron el fuerte francés. El río fue llamado San Mateo en honor al apóstol, cuya festividad era al día siguiente. Las dos naciones continuaron luchando para controlar los recursos naturales y los nativos del territorio. Los españoles no fueron amistosos con los Timucua ya que pensaron que sus creencias eran satánicas. En 1573, los nativos se rebelaron y obligaron a los españoles a abandonar las granjas del interior.
Unos cien años más tarde, los misioneros franciscanos españoles dieron al río su nombre actual, y el nombre apareció por primera vez en un mapa creado entre 1680 y 1700. Los Timucua, al igual que otras tribus de la región, comenzaron a perder cohesión e individuos a partir del siglo XVIII. En 1763, Florida entra a formar parte del reino de Gran Bretaña. Los naturalistas John y 
William Bartram —padre e hijo— de la Sociedad Religiosa de los Amigos o cuáqueros, exploraron todo el río y visitaron el sureste del país. Tenían el encargo del rey Jorge III del Reino Unido de encontrar el nacimiento del río.
En 1795 Florida fue devuelta a los españoles. La Florida española permitían los matrimonios interraciales, y muchos terratenientes o hacendados como James Erwin, George Clarke, Francisco Sánchez, John Fraser o Francis Richard, Jr. se casaron con mujeres afroamericanas.

### Estado de Florida
Los primeros años después de la anexión de Florida a EE. UU. en 1821, estuvieron marcados por conflictos entre los colonos blancos y los seminolas, cuyas bandas normalmente incluían esclavos fugitivos. Al término de estos conflictos, la población en los márgenes del río St. Johns comenzó a aumentar; asimismo, también comenzaron los trayectos en barcos de vapor por el río. Hacia 1860 se realizaban viajes semanales entre Jacksonville, Charleston y Savannah, transportando turistas, madera, algodón y cítricos.
La implicación de Florida en la guerra de Secesión fue menor que la de otros estados confederados y consistía en proveer material transportado a través del río St. Johns. Pero poco duró este flujo de material ya que la armada unionista bloqueó la desembocadura del río, al igual que toda la costa atlántica.

### últimas décadas delsigloXIXysigloXX
A partir de la década de 1880 se comenzó a invertir y a levantar ciudades en las tierras húmedas del centro de Florida, y ya en el siglo XX, la gran inmigración que soportó Florida y el subsiguiente urbanismo y consumo de las aguas del río, hizo que los ríos cabecera del St. Johns decrecieran de unos 78 km² a uno, entre 1900 y 1972.